# Línea 20 (Maldonado)
La línea 20 es una línea de transporte público de ómnibus del departamento de Maldonado, Uruguay. Su destino es Punta del Este, partiendo de la localidad de Pan de Azúcar.

## Horarios
Diariamente esta línea posee un total de trece salidas para la ida y catorce para la vuelta. El primero que realiza parte a las 5 y 20 de la mañana en ambas ubicaciones, mientras que el último lo hace a las 22:30 solamente desde Punta del Este.